# (9511) Klingsor
(9511) Klingsor (5051 T-3) – planetoida z pasa głównego asteroid okrążająca Słońce w ciągu 4,61 lat w średniej odległości 2,77 j.a. Odkryta 16 października 1977 roku.